# Air Changan
Chang’an Airlines Co., Ltd. (长安航空) es una aerolínea con base en Xi'an, Shaanxi, en la República Popular China. Opera vuelos regulares de pasajeros y carga dentro de la provincia de Shaanxi y a las provincias vecinas. Su base de operaciones principal es el Aeropuerto Internacional de Xi'an Xianyang, con una base secundaria en el Aeropuerto de Yinchuan Hedong.

## Historia
La aerolínea fue fundada el 24 de diciembre de 1992 y comenzó sus operaciones el 1 de junio de 1993. Hainan Airlines posee un 73,51% de las acciones de Changan Airlines.

## Flota
La flota de Chang'an Airlines consiste de las siguientes aeronaves, con una edad media de 12.4 años (en enero de 2025):
| Boeing 737-800   | 14 | — |  |  |  |  |
| Boeing 737-8 MAX | —  | 2 |  |  |  |  |
| Total            | 14 | 2 |  |  |  |  |